# توافقنامه عادی‌سازی روابط بحرین–اسرائیل
توافقنامهٔ عادی‌سازی روابط بحرین–اسرائیل که به‌طور رسمی توافق ابراهیم: اعلامیهٔ صلح، همکاری و روابط دیپلماتیک سازنده و دوستانه نامیده می‌شود، توافقنامه‌ای به منظور عادی‌سازی روابط دیپلماتیک و سایر مسائل بین بحرین و اسرائیل است. این توافق در تاریخ ۱۱ سپتامبر ۲۰۲۰ توسط دونالد ترامپ اعلام شد که در ادامهٔ بیانیهٔ مشترکی بود که در تاریخ ۱۳ اوت ۲۰۲۰ توسط ایالات متحده آمریکا، اسرائیل و امارات متحدهٔ عربی تحت عنوان توافق ابراهیم اعلام شده بود. این توافقنامه به‌طور رسمی در تاریخ ۱۵ سپتامبر ۲۰۲۰ در کاخ سفید واقع در واشینگتن، دی.سی. امضا شد تا بحرین تبدیل به چهارمین کشور عربی بشود که اسرائیل را به رسمیت می‌شناسد.

## توافقنامه
دو کشور توافق کردند که روابط دیپلماتیک بین خود را برقرار کنند. این نخستین اقدام بحرین برای عادی‌سازی کامل روابط خود با اسرائیل و هم‌چنین نشان‌دهندهٔ پذیرش مشروعیت و به رسمیت شناختن اسرائیل بود. عبداللطیف بن رشید الزیانی، وزیر خارجهٔ بحرین، در این زمینه گفت:«دستیابی به یک صلح عادلانه و جامع به عنوان یک گزینهٔ استراتژیک بر اساس راه‌حل‌های دو کشور و قطعنامه‌های مربوط به مشروعیت بین‌المللی، یک نیاز و ضرورت بود.» هم‌چنین دونالد ترامپ، رئیس جمهور ایالات متحدهٔ آمریکا، گفت که دو کشور بحرین و اسرائیل سفارتخانه‌هایشان را باز خواهند کرد و به کشورهای هم‌دیگر سفیر اعزام خواهند کرد؛ هم‌چنین همکاری‌های خود را در زمینهٔ فناوری، بهداشت، کشاورزی و سایر زمینه‌ها آغاز می‌کنند. این توافقنامه هم‌چنین امکان برقراری پروازهای بین تل‌آویو و منامه را فراهم می کند. مراسم امضای توافقنامه در تاریخ ۱۵ سپتامبر ۲۰۲۰ در کاخ سفید برگزار شد. این اعلامیه، حق حاکمیت هر دو کشور را به رسمیت می‌شناسد و بیان می‌دارد که دو کشور توافق کرده‌اند که در آینده در مورد سفارتخانه‌ها و سایر موضوعات توافق کنند.